# José Maria Lobato
José Maria Lobato foi um advogado, agricultor e político brasileiro, natural de Oliveira (Minas Gerais).
Atuou como deputado estadual em Minas Gerais na 1ª Legislatura (1947 - 1951), exercendo o mandato a partir de 19 de agosto de 1949, quando do falecimento do deputado Quintino Vargas.